# Carmen Hart
Carmen Hart (n. 12 martie 1984, Lumberton⁠(d), Carolina de Nord, SUA) este o fostă actriță pornografică.

## Carieră
Carmen Hart atribuie filmul Striptease din 1996 cu Demi Moore drept inspirație pentru a începe dansul exotic. Ea a condus la Fayetteville într-o noapte și s-a oprit la primul club de striptease pe care l-a văzut.
În octombrie 2005 a semnat un contract cu Wicked Pictures pentru doi ani. În timpul carierei sale, Hart nu a interpretat nicio scenă anală.
În martie 2007 a fost la cea de-a 56-a ediție anuală Miss USA la Teatrul Kodak de la Hollywood. Ea a fost deținătoare a titlului Miss Exotic International și a urmărit cum controversata Miss SUA 2006 Tara Conner⁠(d) și-a încoronat succesorul, Rachel Smith⁠(d) a fost alături de juriul Vanessa Minnillo⁠(d) și producătorul de evenimente Donald Trump. Mai târziu, a făcut o apariție în cadrul emisiunii de radio KROQ FM din Los Angeles, Loveline.
În mai 2007 a apărut pe coperta revistei Strip Las Vegas. Mai târziu, în noiembrie a fost împreună cu actrița pornografică Tera Patrick⁠(d) în numărul 100 al revistei GlamorGirl.

## Viață personală
Carmen Hart a crescut într-o familie creștină, dar spune că familia ei nu era foarte strictă.

## Premii și nomnalizări

### Premii
- 2007 - Premiile AVN – Cea mai bună scenă de sex în grup, film – Fuck[7]
- 2007 - Premiul Adam Film World Guide – Starleta Contractului Anului – Wicked Pictures[8]
- 2007 - Premiile Venus – Cea mai bună debutantă actriță porno internațională[9]

### Nomnalizări
- 2007 - Premiile AVN – Cea mai bună actriță în rol secundar, film – Manhunters[10]
- 2008 - Premiile AVN – Cea mai bună actriță – Video – Just Between Us[11]
- 2008 - Premiile XBIZ – Actrița feminină a anului[12]
- 2009 - Premiile AVN – Cea mai bună actriță – Fired[13]